# La Cigale chez les fourmis
La Cigale chez les fourmis est une comédie en un acte d'Eugène Labiche, en collaboration avec Ernest Legouvé, créée à la Comédie-Française le 23 mai 1875.
Elle a paru aux éditions Dentu.

## Distribution de la création
| Rôle                        | Acteur               |
| --------------------------- | -------------------- |
| Paul de Vineuil             | Delaunay             |
| Chameroy, industriel retiré | Barré                |
| Un domestique               | Roger                |
| Mme Chameroy, sa femme      | Clémentine Jouassain |
| Henriette, leur fille       | Gabrielle Tholer     |